# Whisky Glacier
Whisky Glacier är en glaciär i Antarktis. Den ligger i Västantarktis. Argentina, Chile och Storbritannien gör anspråk på området. Whisky Glacier ligger 245 meter över havet.
Terrängen runt Whisky Glacier är huvudsakligen kuperad, men den allra närmaste omgivningen är platt. Trakten är glest befolkad. Närmaste befolkade plats är Mendel Polar Station, 17,9 kilometer nordost om Whisky Glacier. 